# Baixmakovo
Baixmakovo - Башмаково (rus) és un possiólok de l'óblast de Penza, a Rússia. El 2021 tenia 9.414 habitants.